# Bouillon nitraté
Le bouillon nitraté est un milieu de culture permettant la recherche de l'utilisation de l'ion nitrate par certains micro-organismes, notamment par respiration anaérobie.

## Composition
- Infusion cœur-cervelle : 25,0 g
- Nitrate de sodium : 10,0 g
- Eau distillée (qsp) ; 1 L
- pH = 7,2

## Lecture
Après avoir vérifié la présence de culture, ajouter les réactifs Nitrites 1 et 2 (ou du réactif de Griess).
- Une coloration rouge signe la présence de nitrites : la bactérie est nitrate-réductase ⊕, stade nitrites.
- En cas où le milieu reste incolore, ajouter du zinc (réducteur des nitrates). Attendre quelques minutes.
  - Une coloration rouge montre la présence de nitrites : la bactérie est Nitrate réductase ⊖ (il y avait des nitrates dans le milieu, ils ont été réduits par le zinc, pas par la bactérie).
  - Une absence de coloration montre l'absence de nitrates : la bactérie est Nitrate réductase ⊕, stade diazote (N2) (la bactérie les a réduits en azote, il n'y en a plus dans le milieu pour que le zinc les réduisent).